# Дьорд Гарич
Дьорд Гарич (на унгарски: György Garics) е роден на 8 март 1984 г. във Сомбатхей, Унгария. Той е австрийски футболист от унгарски произход и играе за националния отбор на страната.

## Статистика
- 81 мача и 1 гол за СК Рапид Виена (2002-2006)
- 37 мача и 1 гол за Наполи (2006-настояще)